# Telegeek
Telegeek es un programa de televisión mexicano, es un espacio dedicado al "Universo Geek", hablan de cómics, videojuegos, anime, gadgets, tecnología, etc. Es conducido por Enrique Garza. El programa comenzó a ser emitido el 28 de agosto del 2013.

## Secciones

### Primera Temporada (2013-2014)
- Zona Gadget
- Player 1
- Player Retro
- Cinema Geek
- Anime
- Comictology
- Reportech
- Musiquita Geek
- Pai Pai

### Segunda Temporada (2015)
En enero de 2015 se anunció que habría una nueva temporada que fue estrenada el miércoles 4 de febrero del 2015 pero solo por el sitio web de Telehit.